# Хичхон
Хичхон (кор. 희천시?, 熙川市?) — город в провинции Чагандо в центральной части КНДР.

## Географическое положение
Находится на берегу реки Чхончхонган.

## История
Хичхон прежде был небольшой деревней. 
После Корейской войны стал базой машиностроения КНДР. Первое промышленное предприятие (Хичхонский станкостроительный завод) при содействии ЧССР начали строить ещё до окончания боевых действий, он был введён в эксплуатацию и дал первую продукцию в начале 1954 года.
В 1977 году численность населения составляла свыше 50 тыс. человек, главными отраслями экономики являлись станкостроение, приборостроение и производство запасных частей к автомобильной технике. В 1986 году здесь действовало больше 20 промышленных предприятий и индустриальный институт.
В сентябре 1987 года при технической помощи СССР здесь началось строительство станкостроительного завода, который был введён в эксплуатацию в октябре 1989 года (в это же время часть корейских специалистов для этого предприятия прошли обучение на Горьковском станкостроительном заводе). Завод стал первым совместным предприятием СССР и КНДР. Предполагалось, что он будет выпускать консольно-фрезерные станки не только для СССР и КНДР, но и на экспорт в другие страны мира.

## Экономика
В городе располагаются Хичхонский машиностроительный завод, Хичхонский завод шёлка и Хичхонская фабрика стеклянной посуды.

## Транспорт
Железнодорожная станция. Город обслуживается высокоскоростным шоссе до Пхеньяна.

## Образование
В Хичхоне располагается Хичхонский университет телекоммуникаций.

## Достопримечательности
Достопримечательностью города являются руины древней крепости неподалёку от города.